# Oligonychus gratus
Oligonychus gratus är en spindeldjursart som beskrevs av Tseng 1990. Oligonychus gratus ingår i släktet Oligonychus och familjen Tetranychidae. Inga underarter finns listade i Catalogue of Life.